# Танеевы
Тане́евы (Тонеевы) — русский дворянский род, восходящий к первой половине XVI века.
Возможно, предок рода Болта (Балта) Танеев, перешедшего из Казани на русскую службу и отмеченного вотчинником в конце XV века в Ростове.
Дворянский род Танеевых происходит от Трефилия Варламовича Танеевы, за службу и храбрость от Петра I и Ивана V пожалован поместьями (1683).
Танеевы служили стольниками и воеводами и за службу были награждены поместьями.
В советское время имя братьев Танеевых (Сергея и Владимира) носил Малый Власьевский переулок.

## Описание герба
Щит увенчан дворянским шлемом и короной, на поверхности которой видны два чёрных орлиных крыла и между них три страусовых пера. Намёт на щите красного и голубого цвета, подложенный золотом. Щитодержатели: с правой стороны лев, а с левой — воин с открытой головой в польской одежде, вооружённый саблей, и в руке держит золотой лук. Герб рода Танеевых внесён в Часть 7 Общего гербовника дворянских родов Всероссийской империи, стр. 139.

## Известные представители
- Никифор Фролович Кижман Танеев — стольник (1572).
- Танеев Иван Фёдорович — воевода в Мангазее (1620—1623), московский дворянин (1627—1629).
- Танеев Дементий Никифорович — воевода в Юрьеве-Польском (1626).
- Танеев Демьян Никифорович — московский дворян (1627—1629).
- Танеев Иван — воевода в Кашине (1627—1628).
- Танеев Василий Иванович — стольник патриарха Филарета (1629), московский дворянин (1640—1677).
- Танеев Тимофей Варламович — патриарший стольник (1629).
- Танеев Тихон Демьянович — московский дворянин (1636—1668).
- Танеев Трефил Варламович — московский дворянин (1672—1678).
- Танеев Александр Тихонович — стряпчий (1672), стольник (1686), полковник стрелецкий[2].
- Танеев Афанасий Ильич — стольник царицы Евдокии Фёдоровны (1692).
- Танеевы: Пётр Богданович, Семён Михайлович — московские дворяне (1662—1677).
- Танеевы: Петр и Иван Тимофеевичи — стряпчие (1693).
- Танеевы: Лев и Иван Тихоновичи, Илья и Гаврила Васильевичи, Василий и Андрей Трефиловичи — стольники (1686—1693)[3][4].

- Михаил Тимофеевич Танеев (?—1788) — лейб-гвардии секунд-майор, внучатый племянник Александра Тихоновича.
  - Сергей Михайлович (1765—1825) — генерал-майор, переименован действительным статским советником, состоял при Ораниенбаумском правлении (1799), член Петербургского Английского собрания (1784—1796), был близок к графу А. А. Аракчееву
    - Александр Сергеевич (1785—1866) — с 1831 г. до самой смерти управлял 1-м отделением Собственной Его Императорского Величества канцелярии.
      - Сергей Александрович (1821—1889) — управляющий 1-м отделением Собственной Его Императорского Величества канцелярии и оставался в этой должности до самой смерти. С 1879 г. член Государственного совета.
        - Александр Сергеевич-мл. (1857—1918), композитор-любитель, гофмейстер, управляющий Собственной Его Императорского Величества канцелярией
          - Анна Танеева (в браке Вырубова, 1884—1964) — фрейлина, близкая подруга императрицы Александры Фёдоровны, мемуаристка

  - Илья Михайлович (1751—1813) — отставной бригадир, помещик села Кобылино Арзамасского уезда Нижегородской губернии
    - Иван Ильич (1796—1879) — статский советник, магистр словесности, музыкант-любитель, автор нескольких литературных произведений и музыкальных пьес
      - Владимир Иванович (1840—1921) — писатель, юрист, общественный деятель, владелец имения Демьяново на окраине Клина
      - Сергей Иванович (1856—1915) — композитор и музыкальный педагог, наиболее известный носитель фамилии